# Zbrodnie nacjonalistów ukraińskich w powiecie czortkowskim
Zbrodnie nacjonalistów ukraińskich w powiecie czortkowskim – zbrodnie nacjonalistów ukraińskich na głównie polskiej ludności cywilnej podczas czystki etnicznej w Małopolsce Wschodniej w powiecie czortkowskim w dawnym województwie tarnopolskim w okresie II wojny światowej.
Ustalono 863 ofiar, szacowana łączna liczba zamordowanych Polaków w powiecie brzeżańskim wyniosła 2 063 osób. Wypędzonych i wysiedlonych Polaków szacuje się na 26 811. Opuszczonych bądź spalonych domów 4 758.
Zbrodnie głównie były dziełem oddziałów UPA, samoobrony (SKW) i bojówek Służby Bezpieczeństwa OUN. W pacyfikacjach polskich wiosek w województwie tarnopolskim wzięły udział również pododdziały 4 pułku policji SS oraz policjantów Ukraińskiej Policji Pomocniczej.
| Zbrodnie w miejscowościach | Liczba ofiar | Opuszczone/spalone domy |
| -------------------------- | ------------ | ----------------------- |
| Bartoszówka                | 14           | 20                      |
| Bazar                      | 109          | 211                     |
| Biała                      | 20           | 340                     |
| Białobożnica               | 6            | 197                     |
| Biały Potok                | 25           | 159                     |
| Byczkowce                  | 111          | 195                     |
| Chomiakówka /J             | 40           | 133                     |
| Chomiakówka /K             | 24           | 50                      |
| Czerkawszczyzna            | 6            | 9                       |
| Czortków                   | 20           | 450                     |
| Dolina                     | 3            | 11                      |
| Dżuryn                     | 4            | 82                      |
| Jagielnica                 | 20           | 420                     |
| Kolędziany                 | 30           | 97                      |
| Kosów                      | 60           | 107                     |
| Kościuszkówka              | 8            | 21                      |
| Krzywołuka                 | 7            | 15                      |
| Milowce                    | 4            | 43                      |
| Muchawka                   | 15           | 85                      |
| Nagórzanka                 | 28           | 140                     |
| Pauszówka                  | 5            | 132                     |
| Połowce wieś i kolonia     | 75           | 153                     |
| Przechody                  | 3            | 15                      |
| Romaszówka                 | 5            | 153                     |
| Salówka                    | 4            | 130                     |
| Skorodyńce                 | 81           | 190                     |
| Słobódka Dżuryńska         | 8            | 261                     |
| Sosolówka                  | 3            | 34                      |
| Szmańkowce                 | 11           | 198                     |
| Szulhanówka                | 3            | 27                      |
| Szwajkowce                 | 10           | 115                     |
| Świdowa                    | 22           | 92                      |
| Uhryń                      | 22           | 72                      |
| Wawrynów                   | 7            | 5                       |
| Wygnanka                   | 1            | 20                      |
| Zabłotówka                 | 24           | 78                      |
| Zalesie                    | 19           | 200                     |
| Zwiniacz                   | 1            | 98                      |
| Rydoduby                   | 4            | -                       |